# YaCy
YaCy (от англ. Yet another Cyberspace, Ещё одно Киберпространство; созвучно с англ. Ya see) — свободно распространяемая децентрализованная поисковая система, построенная по принципу одноранговой сети (P2P). Есть версии для Windows, Linux, MacOSX. Основной программный модуль, написанный на Java, функционирует на нескольких тысячах компьютеров (по состоянию на 2011 год) участников сети YaCy. Каждый участник проекта независимо исследует Интернет, анализируя и индексируя найденные страницы, и складывает результаты индексирования в общую базу данных (так называемый индекс), который совместно используется всеми пользователями YaCy по принципу P2P.
В отличие от частично распределённых поисковых систем, сеть YaCy характеризуется децентрализованной архитектурой. Все узлы эквивалентны и отсутствует центральный сервер. Программа может работать в режиме поискового робота или в качестве локального прокси-сервера, индексируя страницы, посещаемые пользователем (при этом игнорируются страницы с признаками персональных данных — cookies и т. п.).
Доступ к функциям поиска обеспечивается за счёт локально запущенного веб-сервера, который генерирует поисковую страницу с полем для ввода поисковых запросов и возвращает результаты поиска в том же формате, что и другие популярные поисковые системы.
Программа распространяется под лицензией GPL. Проект поддерживает европейское отделение фонда свободного программного обеспечения (FSFE).
Проект YaCy был основан Михаэлем Кристеном (нем. Michael Christen) в 2003 году.

## Преимущества и недостатки

### Преимущества
- Совместный поиск может быть осуществлён с YaCy практически всегда: всегда есть часть сети, которая будет доступна.
- Интернет-пользователи поисковика YaCy независимы от компаний, их рейтинга и их цензуры.
- Программное обеспечение с открытым исходным кодом, распространяется по лицензии GNU GPL и является бесплатным.
- При использовании прокси‐сервера клиента он может просканировать страницы из глубокой паутины или неиндексированных сетей общего пользования (таких, как I2P), которые не могут быть проиндексированными обычными поисковыми роботами, такими как в Google, Yahoo или Bing.
- YaCy не обязательно связан с участием в общественном YaCy-кластере и может, таким образом, быть использованным в качестве поисковой системы в частных сетях (таких, как внутренняя сеть компании) или в частных поисковых сервисах (и индексах) определённой группы страниц.
- Чем больше узлов находится в сети, тем меньше данных хранится на каждом узле относительно размера индекса, и тем меньше влияние на сеть изменения количества узлов.

### Недостатки
- Спамеры, теоретически, могут запускать свои узлы, возвращающие спам в качестве результата. Поэтому клиент имеет функцию проверки страниц на наличие искомого текста.[4]
- Из‐за того, что YaCy необходимо связаться с другими узлами для запроса и из‐за упомянутой выше (необязательной) проверки достоверности результатов поиск занимает больше времени, чем в традиционных поисковых системах.[4]
- Главный клиент не ищет различные формы слов.
- Протокол YaCy организован с использованием индивидуальных HTTP-запросов, что влечёт за собой бо́льшие задержки, чем при использовании UDP или TCP с постоянным подключением.
- Главный клиент написан на Java и, в существующей реализации, работает медленно. С ростом объёма локального индекса значительно растёт потребление памяти и снижается скорость работы. Проверка локальной БД объёмом ~20 Гб может занять несколько секунд, до того, как запрос будет отправлен другим пирам.
- В общественной сети «freeworld» для поиска по Всемирной паутине в настоящее время представлено относительно мало «активных» «старших» узлов (хранящих накопленный поисковый индекс и отвечающих на поисковые запросы от других узлов), и они могут выдать относительно немного результатов по сравнению с крупными поисковыми машинами. На один узел приходится до нескольких десятков миллионов записей, поэтому их полное перемещение между узлами занимает значительное время, и резкое выключение или добавление значительного количества узлов может временно ухудшить качество сети для некоторых поисковых запросов, как это произошло после выпуска версии 1.0 в ноябре 2011 года, когда количество участников быстро увеличилось примерно до 4000[4] или 1000[5]. В начале марта 2012 года «активными» были около 1/6 одновременно работавших узлов.

## Программа
Ядро поиска отличается от других поисковых систем — это не центральный сервер, а программа-клиент одноранговой сети, которая работает на множестве компьютеров одновременно. Результаты поиска отображаются в виде web-страницы на локальном web-сайте, который также играет роль web-интерфейса для настройки поисковой системы под нужды пользователя.
В сочетании с дополнительными P2P-системами используется прокси, который автоматически индексирует посещённые страницы. Индексирование не производится в тех случаях, когда данные передаются через GET или POST, или же используются куки (cookies) или HTTP-аутентификации (например, страницы, входящие в определённую запароленную зону). Тем самым гарантируется, что действительно индексируются только доступные для общественности данные.

## Другие функции
- YaCy обеспечивает всех пользователей прокси-функцией, которая позволяет также подключаться к другим узлам по адресу ИМЯУЗЛА.yacy или ИМЯХЭША.yacyh. www.ИМЯУЗЛА.yacy может быть главной страницей пользователя, под share.ИМЯУЗЛА.yacy находится файлообменник, а ИМЯУЗЛА.yacy это стандартный интерфейс доступа. Другие поддомены могут быть специально созданы путём создания папки с именем поддомена. Динамический DNS не поддерживается.
- Кроме .yacy-домена, YaCy предоставляет возможность создавать домашнюю страницу и папки, которые могут быть связаны с текущим IP или адресом динамического DNS и доступны для не YaCy пользователей.
- YaCy имеет встроенную функцию передачи сообщений с помощью которой можно отправлять текстовые сообщения (с форматированием вики), а также передавать файлы.
- YaCy имеет встроенные вики и блог.
- Есть управление закладками, которые могут быть общедоступными и личными.
- Есть возможность внесения отдельных областей в чёрные списки.
- Есть OpenSearch-интерфейс. Каждый узел обеспечивает доступность его по адресу http://<адрес-узла>:<порт-узла>/opensearchdescription.xml, например https://web.archive.org/web/20120602233757/http://sciencenet.fzk.de:8080/opensearchdescription.xml . Чтобы добавить вашу персональную поисковую систему YaCy в список поисковых систем Firefox нужно открыть этот XML файл в браузере и сохранить его в папку «searchplugins», а затем перезапустить Firefox.

## Технология
Программа основана на веб-сервере, который также является кэширующим прокси. Пользователь веб-сервера может получить доступ к оболочке поиска и управления своим собственным узлом. Прокси имеет общий код со сканером, а это значит, что все посещённые через него страницы, которые не являются личными, по умолчанию автоматически записываются в индекс. Кроме того, YaCy предоставляет собственный домен в YaCy-сети, который доступен через прокси-сервер. Для поиска в YaCy интегрированы Solr и Lucene (для версии 1.6 это версии 4.3)

### Распределённый индекс
В отличие от файлообменных сервисов, результаты P2P-поиска должны быть доступны немедленно. Чтобы достигнуть этого, YaCy использует распределённую хеш-таблицу (DHT). Это означает, что все распознанные программой URL-адреса и слова отправляются к узлам, которые подходят для хранения соответствующих контрольных сумм слов, узлов или ссылок. При поиске всё работает наоборот: поиск происходит только по узлам, подходящим для хранения хешей URL-адреса для этого слова.
Таким образом, для получения результатов задействуется только часть узлов.

### Типы узлов
Сеть YaCy состоит из четырёх различных типов узлов:
Новичок
Эти узлы не могут быть найдены, потому что новичок не имеет связи с сетью. Таким образом, вы видите только себя, если узел — новичок.
Младший
Узел находится за файрволом. Другие относят его к младшим или потенциальным узлам, они видят только последний его запрос и у них нет способа определить, находится ли он до сих пор в сети.
Старший (Senior)
На старший можно попасть снаружи и он является полноправным членом сети YaCy. В статистике сети работающие в данный момент старшие узлы называются активными, неработающие — пассивными.
Главный
Старший, который выгружает список сидов, используемый для начального соединения с другими узлами.

### Протокол
Протокол YaCy состоит из текстовых сервлетов, которые обеспечивает встроенный веб-сервер по адресу /yacy/servletname.html. Другие узлы передают данные через GET-параметры и получают ответ в виде простого текста, точный формат отличается для сервлетов.

### Начальная загрузка
При начальной загрузке узел пытается связаться с другими узлами YaCy-сети. Сначала ищутся списки узлов. Первый адрес в superseed.txt служит для загрузки устойчивых YaCy-узлов. seeds.txt является ссылками на другие узлы, таким образом устанавливается контакт с YaCy-сетью. В следующий раз, когда вы запустите YaCy, gebootstrapt создаётся из известных с предыдущего запуска узлов сети. В дальнейшем списки узлов будут необходимы, только когда большинство старых ссылок будет недоступно.